# Spiel ohne Grenzen 1974
Bei der 10. Ausgabe von Spiel ohne Grenzen spielten dieselben Länder wie in den Jahren davor mit. Jedes Land hatte einmal Gastrecht.
Während der Fußball-WM in Deutschland wurden keine Runden von Spiel ohne Grenzen ausgetragen, da der Fernsehproduktionsaufwand sonst zu groß gewesen wäre.

## 1. RundeBouillon, Belgien
| Platz | Land | Stadt     | Punkte | Bemerkung |
| ----- | ---- | --------- | ------ | --- |
| 1     | D    | Rosenheim | 47     | Die erste Runde wurde am 28. Mai 1974 im belgischen Bouillon gespielt. Das Turnier fand auf der Burg Bouillon statt. Durch die Sendung führten Paule Herreman, Michel Lemaire und Jacques Careuil. Das Thema waren die Kreuzzüge. Rosenheim hat sich, in der deutschen Ausscheidung am 21. April 1974, auswärts gegen Rheinhausen knapp mit 12:11 durchgesetzt. Im internationalen Vergleich hat Rosenheim mit 4 Punkten Vorsprung vor der italienischen Mannschaft gewonnen. Das britische Team aus Southport erlebte einen schlechten Abend. Nach gutem Start wurden sie in den einzelnen Spielen fünfmal Letzter und landeten am Schluss auf dem zweitletzten Platz. |
| 2     | I    | Cerveteri | 43     | Die erste Runde wurde am 28. Mai 1974 im belgischen Bouillon gespielt. Das Turnier fand auf der Burg Bouillon statt. Durch die Sendung führten Paule Herreman, Michel Lemaire und Jacques Careuil. Das Thema waren die Kreuzzüge. Rosenheim hat sich, in der deutschen Ausscheidung am 21. April 1974, auswärts gegen Rheinhausen knapp mit 12:11 durchgesetzt. Im internationalen Vergleich hat Rosenheim mit 4 Punkten Vorsprung vor der italienischen Mannschaft gewonnen. Das britische Team aus Southport erlebte einen schlechten Abend. Nach gutem Start wurden sie in den einzelnen Spielen fünfmal Letzter und landeten am Schluss auf dem zweitletzten Platz. |
| 3     | CH   | Ilanz     | 38     | Die erste Runde wurde am 28. Mai 1974 im belgischen Bouillon gespielt. Das Turnier fand auf der Burg Bouillon statt. Durch die Sendung führten Paule Herreman, Michel Lemaire und Jacques Careuil. Das Thema waren die Kreuzzüge. Rosenheim hat sich, in der deutschen Ausscheidung am 21. April 1974, auswärts gegen Rheinhausen knapp mit 12:11 durchgesetzt. Im internationalen Vergleich hat Rosenheim mit 4 Punkten Vorsprung vor der italienischen Mannschaft gewonnen. Das britische Team aus Southport erlebte einen schlechten Abend. Nach gutem Start wurden sie in den einzelnen Spielen fünfmal Letzter und landeten am Schluss auf dem zweitletzten Platz. |
| 4     | B    | Bouillon  | 35     | Die erste Runde wurde am 28. Mai 1974 im belgischen Bouillon gespielt. Das Turnier fand auf der Burg Bouillon statt. Durch die Sendung führten Paule Herreman, Michel Lemaire und Jacques Careuil. Das Thema waren die Kreuzzüge. Rosenheim hat sich, in der deutschen Ausscheidung am 21. April 1974, auswärts gegen Rheinhausen knapp mit 12:11 durchgesetzt. Im internationalen Vergleich hat Rosenheim mit 4 Punkten Vorsprung vor der italienischen Mannschaft gewonnen. Das britische Team aus Southport erlebte einen schlechten Abend. Nach gutem Start wurden sie in den einzelnen Spielen fünfmal Letzter und landeten am Schluss auf dem zweitletzten Platz. |
| 5     | NL   | Wierden   | 29     | Die erste Runde wurde am 28. Mai 1974 im belgischen Bouillon gespielt. Das Turnier fand auf der Burg Bouillon statt. Durch die Sendung führten Paule Herreman, Michel Lemaire und Jacques Careuil. Das Thema waren die Kreuzzüge. Rosenheim hat sich, in der deutschen Ausscheidung am 21. April 1974, auswärts gegen Rheinhausen knapp mit 12:11 durchgesetzt. Im internationalen Vergleich hat Rosenheim mit 4 Punkten Vorsprung vor der italienischen Mannschaft gewonnen. Das britische Team aus Southport erlebte einen schlechten Abend. Nach gutem Start wurden sie in den einzelnen Spielen fünfmal Letzter und landeten am Schluss auf dem zweitletzten Platz. |
| 6     | GB   | Southport | 24     | Die erste Runde wurde am 28. Mai 1974 im belgischen Bouillon gespielt. Das Turnier fand auf der Burg Bouillon statt. Durch die Sendung führten Paule Herreman, Michel Lemaire und Jacques Careuil. Das Thema waren die Kreuzzüge. Rosenheim hat sich, in der deutschen Ausscheidung am 21. April 1974, auswärts gegen Rheinhausen knapp mit 12:11 durchgesetzt. Im internationalen Vergleich hat Rosenheim mit 4 Punkten Vorsprung vor der italienischen Mannschaft gewonnen. Das britische Team aus Southport erlebte einen schlechten Abend. Nach gutem Start wurden sie in den einzelnen Spielen fünfmal Letzter und landeten am Schluss auf dem zweitletzten Platz. |
| 7     | F    | Briey     | 23     | Die erste Runde wurde am 28. Mai 1974 im belgischen Bouillon gespielt. Das Turnier fand auf der Burg Bouillon statt. Durch die Sendung führten Paule Herreman, Michel Lemaire und Jacques Careuil. Das Thema waren die Kreuzzüge. Rosenheim hat sich, in der deutschen Ausscheidung am 21. April 1974, auswärts gegen Rheinhausen knapp mit 12:11 durchgesetzt. Im internationalen Vergleich hat Rosenheim mit 4 Punkten Vorsprung vor der italienischen Mannschaft gewonnen. Das britische Team aus Southport erlebte einen schlechten Abend. Nach gutem Start wurden sie in den einzelnen Spielen fünfmal Letzter und landeten am Schluss auf dem zweitletzten Platz. |

## 2. RundeZandvoort, Niederlande
| Platz | Land | Stadt     | Punkte | Bemerkung |
| ----- | ---- | --------- | ------ | --- |
| 1     | NL   | Zandvoort | 40     | Die zweite Runde wurde am 12. Juni 1974 im Autodrome von Zandvoort ausgetragen. Mit einer kontrollierten Bremsung eröffnete der Rennfahrer Rob Slotemaker die Spiele. Mit einer 180 Grad Drehung blieb er kurz vor Moderator Dick Passchier stehen. 5 Jahre später verunglückte der Rennfahrer auf der gleichen Strecke tödlich. Bentheim wurde Dritter hinter dem Gastgeber und den Briten. Bentheim hat die deutsche Qualifikation für die internationale Spielrunde am 12. April 1974 gegen Porta Westfalica erreicht. Sie gewannen knapp mit 12:10. |
| 2     | GB   | Warwick   | 37     | Die zweite Runde wurde am 12. Juni 1974 im Autodrome von Zandvoort ausgetragen. Mit einer kontrollierten Bremsung eröffnete der Rennfahrer Rob Slotemaker die Spiele. Mit einer 180 Grad Drehung blieb er kurz vor Moderator Dick Passchier stehen. 5 Jahre später verunglückte der Rennfahrer auf der gleichen Strecke tödlich. Bentheim wurde Dritter hinter dem Gastgeber und den Briten. Bentheim hat die deutsche Qualifikation für die internationale Spielrunde am 12. April 1974 gegen Porta Westfalica erreicht. Sie gewannen knapp mit 12:10. |
| 3     | D    | Bentheim  | 36     | Die zweite Runde wurde am 12. Juni 1974 im Autodrome von Zandvoort ausgetragen. Mit einer kontrollierten Bremsung eröffnete der Rennfahrer Rob Slotemaker die Spiele. Mit einer 180 Grad Drehung blieb er kurz vor Moderator Dick Passchier stehen. 5 Jahre später verunglückte der Rennfahrer auf der gleichen Strecke tödlich. Bentheim wurde Dritter hinter dem Gastgeber und den Briten. Bentheim hat die deutsche Qualifikation für die internationale Spielrunde am 12. April 1974 gegen Porta Westfalica erreicht. Sie gewannen knapp mit 12:10. |
| 4     | F    | Aurillac  | 34     | Die zweite Runde wurde am 12. Juni 1974 im Autodrome von Zandvoort ausgetragen. Mit einer kontrollierten Bremsung eröffnete der Rennfahrer Rob Slotemaker die Spiele. Mit einer 180 Grad Drehung blieb er kurz vor Moderator Dick Passchier stehen. 5 Jahre später verunglückte der Rennfahrer auf der gleichen Strecke tödlich. Bentheim wurde Dritter hinter dem Gastgeber und den Briten. Bentheim hat die deutsche Qualifikation für die internationale Spielrunde am 12. April 1974 gegen Porta Westfalica erreicht. Sie gewannen knapp mit 12:10. |
| 5     | I    | Mondello  | 33     | Die zweite Runde wurde am 12. Juni 1974 im Autodrome von Zandvoort ausgetragen. Mit einer kontrollierten Bremsung eröffnete der Rennfahrer Rob Slotemaker die Spiele. Mit einer 180 Grad Drehung blieb er kurz vor Moderator Dick Passchier stehen. 5 Jahre später verunglückte der Rennfahrer auf der gleichen Strecke tödlich. Bentheim wurde Dritter hinter dem Gastgeber und den Briten. Bentheim hat die deutsche Qualifikation für die internationale Spielrunde am 12. April 1974 gegen Porta Westfalica erreicht. Sie gewannen knapp mit 12:10. |
| 6     | B    | Eeklo     | 28     | Die zweite Runde wurde am 12. Juni 1974 im Autodrome von Zandvoort ausgetragen. Mit einer kontrollierten Bremsung eröffnete der Rennfahrer Rob Slotemaker die Spiele. Mit einer 180 Grad Drehung blieb er kurz vor Moderator Dick Passchier stehen. 5 Jahre später verunglückte der Rennfahrer auf der gleichen Strecke tödlich. Bentheim wurde Dritter hinter dem Gastgeber und den Briten. Bentheim hat die deutsche Qualifikation für die internationale Spielrunde am 12. April 1974 gegen Porta Westfalica erreicht. Sie gewannen knapp mit 12:10. |
| 7     | CH   | Lugano    | 23     | Die zweite Runde wurde am 12. Juni 1974 im Autodrome von Zandvoort ausgetragen. Mit einer kontrollierten Bremsung eröffnete der Rennfahrer Rob Slotemaker die Spiele. Mit einer 180 Grad Drehung blieb er kurz vor Moderator Dick Passchier stehen. 5 Jahre später verunglückte der Rennfahrer auf der gleichen Strecke tödlich. Bentheim wurde Dritter hinter dem Gastgeber und den Briten. Bentheim hat die deutsche Qualifikation für die internationale Spielrunde am 12. April 1974 gegen Porta Westfalica erreicht. Sie gewannen knapp mit 12:10. |

## 3. RundeBarga, Italien
| Platz | Land | Stadt     | Punkte | Bemerkung |
| ----- | ---- | --------- | ------ | --- |
| 1     | F    | Nancy     | 44     | Am 10. Juli 1974 fanden in Barga die nächste Runde statt. Das starke Team aus Nancy ließ den anderen praktisch keine Chance. Die Schweizer Mannschaft lag noch zwei Runden vor Schluss gleichauf, holte aber dann nur noch vier Punkte. Die Franzosen 10 mehr. Die Schweizer mussten sogar noch die Italiener und Deutschland an sich vorbeiziehen lassen. Das deutsche Team aus Singen konnte sich am 7. April 1974 auswärts in Ludwigshafen am Rhein mit 14:10 für das internationale Kräftemessen qualifizieren und sich dort den 3. Platz sichern. |
| 2     | I    | Barga     | 38     | Am 10. Juli 1974 fanden in Barga die nächste Runde statt. Das starke Team aus Nancy ließ den anderen praktisch keine Chance. Die Schweizer Mannschaft lag noch zwei Runden vor Schluss gleichauf, holte aber dann nur noch vier Punkte. Die Franzosen 10 mehr. Die Schweizer mussten sogar noch die Italiener und Deutschland an sich vorbeiziehen lassen. Das deutsche Team aus Singen konnte sich am 7. April 1974 auswärts in Ludwigshafen am Rhein mit 14:10 für das internationale Kräftemessen qualifizieren und sich dort den 3. Platz sichern. |
| 3     | D    | Singen    | 36     | Am 10. Juli 1974 fanden in Barga die nächste Runde statt. Das starke Team aus Nancy ließ den anderen praktisch keine Chance. Die Schweizer Mannschaft lag noch zwei Runden vor Schluss gleichauf, holte aber dann nur noch vier Punkte. Die Franzosen 10 mehr. Die Schweizer mussten sogar noch die Italiener und Deutschland an sich vorbeiziehen lassen. Das deutsche Team aus Singen konnte sich am 7. April 1974 auswärts in Ludwigshafen am Rhein mit 14:10 für das internationale Kräftemessen qualifizieren und sich dort den 3. Platz sichern. |
| 4     | CH   | Gossau    | 34     | Am 10. Juli 1974 fanden in Barga die nächste Runde statt. Das starke Team aus Nancy ließ den anderen praktisch keine Chance. Die Schweizer Mannschaft lag noch zwei Runden vor Schluss gleichauf, holte aber dann nur noch vier Punkte. Die Franzosen 10 mehr. Die Schweizer mussten sogar noch die Italiener und Deutschland an sich vorbeiziehen lassen. Das deutsche Team aus Singen konnte sich am 7. April 1974 auswärts in Ludwigshafen am Rhein mit 14:10 für das internationale Kräftemessen qualifizieren und sich dort den 3. Platz sichern. |
| 5     | GB   | Rotherham | 28     | Am 10. Juli 1974 fanden in Barga die nächste Runde statt. Das starke Team aus Nancy ließ den anderen praktisch keine Chance. Die Schweizer Mannschaft lag noch zwei Runden vor Schluss gleichauf, holte aber dann nur noch vier Punkte. Die Franzosen 10 mehr. Die Schweizer mussten sogar noch die Italiener und Deutschland an sich vorbeiziehen lassen. Das deutsche Team aus Singen konnte sich am 7. April 1974 auswärts in Ludwigshafen am Rhein mit 14:10 für das internationale Kräftemessen qualifizieren und sich dort den 3. Platz sichern. |
| 6     | B    | Edegem    | 27     | Am 10. Juli 1974 fanden in Barga die nächste Runde statt. Das starke Team aus Nancy ließ den anderen praktisch keine Chance. Die Schweizer Mannschaft lag noch zwei Runden vor Schluss gleichauf, holte aber dann nur noch vier Punkte. Die Franzosen 10 mehr. Die Schweizer mussten sogar noch die Italiener und Deutschland an sich vorbeiziehen lassen. Das deutsche Team aus Singen konnte sich am 7. April 1974 auswärts in Ludwigshafen am Rhein mit 14:10 für das internationale Kräftemessen qualifizieren und sich dort den 3. Platz sichern. |
| 7     | NL   | Andijk    | 16     | Am 10. Juli 1974 fanden in Barga die nächste Runde statt. Das starke Team aus Nancy ließ den anderen praktisch keine Chance. Die Schweizer Mannschaft lag noch zwei Runden vor Schluss gleichauf, holte aber dann nur noch vier Punkte. Die Franzosen 10 mehr. Die Schweizer mussten sogar noch die Italiener und Deutschland an sich vorbeiziehen lassen. Das deutsche Team aus Singen konnte sich am 7. April 1974 auswärts in Ludwigshafen am Rhein mit 14:10 für das internationale Kräftemessen qualifizieren und sich dort den 3. Platz sichern. |

## 4. RundeAvenches, Schweiz
| Platz | Land | Stadt       | Punkte | Bemerkung |
| ----- | ---- | ----------- | ------ | --- |
| 1     | GB   | Farnham     | 40     | Am 24. Juli 1974 fand in Avenche die 4. Runde statt. Georges Kleinmann und Christian Defaye begleiten die Mannschaften durch ihre Runden im Amphitheater. Urach, das sich im deutschen Duell gegen Weil am Rhein, am 19. Mai 1974 mit 14:8, durchsetzte, wurde Vorletzter. Thema dieser Spielrunde war die "Antike". Mit Farnham und Acqui Terme gab es zwei Sieger. Und auch die drei Drittplatzierte hatten die gleiche Punktzahl. Diese Sendung wurde auch in Jugoslawien, Türkei, Algerien, Marokko und Tunesien übertragen. |
|       | I    | Acqui Terme | 40     | Am 24. Juli 1974 fand in Avenche die 4. Runde statt. Georges Kleinmann und Christian Defaye begleiten die Mannschaften durch ihre Runden im Amphitheater. Urach, das sich im deutschen Duell gegen Weil am Rhein, am 19. Mai 1974 mit 14:8, durchsetzte, wurde Vorletzter. Thema dieser Spielrunde war die "Antike". Mit Farnham und Acqui Terme gab es zwei Sieger. Und auch die drei Drittplatzierte hatten die gleiche Punktzahl. Diese Sendung wurde auch in Jugoslawien, Türkei, Algerien, Marokko und Tunesien übertragen. |
| 3     | B    | Vilvoorde   | 34     | Am 24. Juli 1974 fand in Avenche die 4. Runde statt. Georges Kleinmann und Christian Defaye begleiten die Mannschaften durch ihre Runden im Amphitheater. Urach, das sich im deutschen Duell gegen Weil am Rhein, am 19. Mai 1974 mit 14:8, durchsetzte, wurde Vorletzter. Thema dieser Spielrunde war die "Antike". Mit Farnham und Acqui Terme gab es zwei Sieger. Und auch die drei Drittplatzierte hatten die gleiche Punktzahl. Diese Sendung wurde auch in Jugoslawien, Türkei, Algerien, Marokko und Tunesien übertragen. |
|       | CH   | Avenches    | 34     | Am 24. Juli 1974 fand in Avenche die 4. Runde statt. Georges Kleinmann und Christian Defaye begleiten die Mannschaften durch ihre Runden im Amphitheater. Urach, das sich im deutschen Duell gegen Weil am Rhein, am 19. Mai 1974 mit 14:8, durchsetzte, wurde Vorletzter. Thema dieser Spielrunde war die "Antike". Mit Farnham und Acqui Terme gab es zwei Sieger. Und auch die drei Drittplatzierte hatten die gleiche Punktzahl. Diese Sendung wurde auch in Jugoslawien, Türkei, Algerien, Marokko und Tunesien übertragen. |
|       | F    | Le Touquet  | 34     | Am 24. Juli 1974 fand in Avenche die 4. Runde statt. Georges Kleinmann und Christian Defaye begleiten die Mannschaften durch ihre Runden im Amphitheater. Urach, das sich im deutschen Duell gegen Weil am Rhein, am 19. Mai 1974 mit 14:8, durchsetzte, wurde Vorletzter. Thema dieser Spielrunde war die "Antike". Mit Farnham und Acqui Terme gab es zwei Sieger. Und auch die drei Drittplatzierte hatten die gleiche Punktzahl. Diese Sendung wurde auch in Jugoslawien, Türkei, Algerien, Marokko und Tunesien übertragen. |
| 6     | D    | Urach       | 32     | Am 24. Juli 1974 fand in Avenche die 4. Runde statt. Georges Kleinmann und Christian Defaye begleiten die Mannschaften durch ihre Runden im Amphitheater. Urach, das sich im deutschen Duell gegen Weil am Rhein, am 19. Mai 1974 mit 14:8, durchsetzte, wurde Vorletzter. Thema dieser Spielrunde war die "Antike". Mit Farnham und Acqui Terme gab es zwei Sieger. Und auch die drei Drittplatzierte hatten die gleiche Punktzahl. Diese Sendung wurde auch in Jugoslawien, Türkei, Algerien, Marokko und Tunesien übertragen. |
| 7     | NL   | Mill        | 30     | Am 24. Juli 1974 fand in Avenche die 4. Runde statt. Georges Kleinmann und Christian Defaye begleiten die Mannschaften durch ihre Runden im Amphitheater. Urach, das sich im deutschen Duell gegen Weil am Rhein, am 19. Mai 1974 mit 14:8, durchsetzte, wurde Vorletzter. Thema dieser Spielrunde war die "Antike". Mit Farnham und Acqui Terme gab es zwei Sieger. Und auch die drei Drittplatzierte hatten die gleiche Punktzahl. Diese Sendung wurde auch in Jugoslawien, Türkei, Algerien, Marokko und Tunesien übertragen. |

## 5. RundeAix-les-Bains, Frankreich
| Platz | Land | Stadt          | Punkte | Bemerkung |
| ----- | ---- | -------------- | ------ | --- |
| 1     | NL   | Harlingen      | 38     | Am 7. August 1974 war Aix-les-Bains der Gastgeber. Der deutsche Vertreter Wasseralfingen hatte sich am 5. Mai 1974 gegen Groß-Gerau mit 14:10 durchgesetzt. Beim internationalen Vergleich fehlte nur ein Punkt zum Sieg. Die Schweizer Mannschaft aus dem Tessin wurde Letzter. |
| 2     | D    | Wasseralfingen | 37     | Am 7. August 1974 war Aix-les-Bains der Gastgeber. Der deutsche Vertreter Wasseralfingen hatte sich am 5. Mai 1974 gegen Groß-Gerau mit 14:10 durchgesetzt. Beim internationalen Vergleich fehlte nur ein Punkt zum Sieg. Die Schweizer Mannschaft aus dem Tessin wurde Letzter. |
| 3     | I    | Fabriano       | 35     | Am 7. August 1974 war Aix-les-Bains der Gastgeber. Der deutsche Vertreter Wasseralfingen hatte sich am 5. Mai 1974 gegen Groß-Gerau mit 14:10 durchgesetzt. Beim internationalen Vergleich fehlte nur ein Punkt zum Sieg. Die Schweizer Mannschaft aus dem Tessin wurde Letzter. |
| 4     | F    | Aix-les-Bains  | 34     | Am 7. August 1974 war Aix-les-Bains der Gastgeber. Der deutsche Vertreter Wasseralfingen hatte sich am 5. Mai 1974 gegen Groß-Gerau mit 14:10 durchgesetzt. Beim internationalen Vergleich fehlte nur ein Punkt zum Sieg. Die Schweizer Mannschaft aus dem Tessin wurde Letzter. |
| 5     | GB   | Skegness       | 30     | Am 7. August 1974 war Aix-les-Bains der Gastgeber. Der deutsche Vertreter Wasseralfingen hatte sich am 5. Mai 1974 gegen Groß-Gerau mit 14:10 durchgesetzt. Beim internationalen Vergleich fehlte nur ein Punkt zum Sieg. Die Schweizer Mannschaft aus dem Tessin wurde Letzter. |
| 6     | B    | Overpelt       | 27     | Am 7. August 1974 war Aix-les-Bains der Gastgeber. Der deutsche Vertreter Wasseralfingen hatte sich am 5. Mai 1974 gegen Groß-Gerau mit 14:10 durchgesetzt. Beim internationalen Vergleich fehlte nur ein Punkt zum Sieg. Die Schweizer Mannschaft aus dem Tessin wurde Letzter. |
| 7     | CH   | Muralto        | 24     | Am 7. August 1974 war Aix-les-Bains der Gastgeber. Der deutsche Vertreter Wasseralfingen hatte sich am 5. Mai 1974 gegen Groß-Gerau mit 14:10 durchgesetzt. Beim internationalen Vergleich fehlte nur ein Punkt zum Sieg. Die Schweizer Mannschaft aus dem Tessin wurde Letzter. |

## 6. RundeNorthampton, Großbritannien
| Platz | Land | Stadt     | Punkte | Bemerkung |
| ----- | ---- | --------- | ------ | --- |
| 1     | D    | Kempten   | 44     | Am 21. August 1974 war das englische Northampton Gastgeber der vorletzten Runde. Kempten konnte sich knapp gegen die drei punktgleichen Mannschaften aus der Schweiz, England und Holland behaupten und gewann diese Runde mit 5 Punkten Vorsprung. Das Thema dieser Austragung war der wilde Westen. Kempten rutsche als bester Verlierer, im deutschen Vorentscheid gegen Bayreuth, in dieses Turnier. |
| 2     | CH   | Muotathal | 39     | Am 21. August 1974 war das englische Northampton Gastgeber der vorletzten Runde. Kempten konnte sich knapp gegen die drei punktgleichen Mannschaften aus der Schweiz, England und Holland behaupten und gewann diese Runde mit 5 Punkten Vorsprung. Das Thema dieser Austragung war der wilde Westen. Kempten rutsche als bester Verlierer, im deutschen Vorentscheid gegen Bayreuth, in dieses Turnier. |
|       | GB   | Rugby     | 39     | Am 21. August 1974 war das englische Northampton Gastgeber der vorletzten Runde. Kempten konnte sich knapp gegen die drei punktgleichen Mannschaften aus der Schweiz, England und Holland behaupten und gewann diese Runde mit 5 Punkten Vorsprung. Das Thema dieser Austragung war der wilde Westen. Kempten rutsche als bester Verlierer, im deutschen Vorentscheid gegen Bayreuth, in dieses Turnier. |
|       | NL   | Anloo     | 39     | Am 21. August 1974 war das englische Northampton Gastgeber der vorletzten Runde. Kempten konnte sich knapp gegen die drei punktgleichen Mannschaften aus der Schweiz, England und Holland behaupten und gewann diese Runde mit 5 Punkten Vorsprung. Das Thema dieser Austragung war der wilde Westen. Kempten rutsche als bester Verlierer, im deutschen Vorentscheid gegen Bayreuth, in dieses Turnier. |
| 5     | I    | Gaeta     | 34     | Am 21. August 1974 war das englische Northampton Gastgeber der vorletzten Runde. Kempten konnte sich knapp gegen die drei punktgleichen Mannschaften aus der Schweiz, England und Holland behaupten und gewann diese Runde mit 5 Punkten Vorsprung. Das Thema dieser Austragung war der wilde Westen. Kempten rutsche als bester Verlierer, im deutschen Vorentscheid gegen Bayreuth, in dieses Turnier. |
| 6     | F    | Lunéville | 29     | Am 21. August 1974 war das englische Northampton Gastgeber der vorletzten Runde. Kempten konnte sich knapp gegen die drei punktgleichen Mannschaften aus der Schweiz, England und Holland behaupten und gewann diese Runde mit 5 Punkten Vorsprung. Das Thema dieser Austragung war der wilde Westen. Kempten rutsche als bester Verlierer, im deutschen Vorentscheid gegen Bayreuth, in dieses Turnier. |
| 7     | B    | Angleur   | 22     | Am 21. August 1974 war das englische Northampton Gastgeber der vorletzten Runde. Kempten konnte sich knapp gegen die drei punktgleichen Mannschaften aus der Schweiz, England und Holland behaupten und gewann diese Runde mit 5 Punkten Vorsprung. Das Thema dieser Austragung war der wilde Westen. Kempten rutsche als bester Verlierer, im deutschen Vorentscheid gegen Bayreuth, in dieses Turnier. |

## 7. RundeBayreuth, Deutschland
| Platz | Land | Stadt              | Punkte | Bemerkung |
| ----- | ---- | ------------------ | ------ | --- |
| 1     | I    | Marostica          | 44     | Am 7. September 1974 war die siebte und letzte Austragung in Bayreuth. Präsentiert von Erhard Keller und Marie-Louise Steinbauer wurde das Thema Wagner und seine Opern in den Spielen behandelt. Wie schon in der Runde davor wurde die deutsche Mannschaft Zweiter. Der Sieger Marostica aus Italien konnte sich mit dem Erfolg noch für das Finale qualifizieren. Die Italiener hatten eine unglaubliche Punkteausbeute in den letzten fünf Spielen. Nach der 4. Spielrunde lagen sie noch auf dem zweitletzten Platz. Bayreuth konnte sich am 12. Mai 1974 für das Turnier qualifizieren. Gegen Kempten konnten sie nach einem 12:12 erst im Tie-Break gewinnen. Sie gewannen das Tauziehen mit 2:0. Als bester Verlierer konnte sich Kempten aber trotzdem für das Turnier in Großbritannien qualifizieren und dieses sogar gewinnen. |
| 2     | D    | Bayreuth           | 38     | Am 7. September 1974 war die siebte und letzte Austragung in Bayreuth. Präsentiert von Erhard Keller und Marie-Louise Steinbauer wurde das Thema Wagner und seine Opern in den Spielen behandelt. Wie schon in der Runde davor wurde die deutsche Mannschaft Zweiter. Der Sieger Marostica aus Italien konnte sich mit dem Erfolg noch für das Finale qualifizieren. Die Italiener hatten eine unglaubliche Punkteausbeute in den letzten fünf Spielen. Nach der 4. Spielrunde lagen sie noch auf dem zweitletzten Platz. Bayreuth konnte sich am 12. Mai 1974 für das Turnier qualifizieren. Gegen Kempten konnten sie nach einem 12:12 erst im Tie-Break gewinnen. Sie gewannen das Tauziehen mit 2:0. Als bester Verlierer konnte sich Kempten aber trotzdem für das Turnier in Großbritannien qualifizieren und dieses sogar gewinnen. |
| 3     | GB   | Ripon              | 33     | Am 7. September 1974 war die siebte und letzte Austragung in Bayreuth. Präsentiert von Erhard Keller und Marie-Louise Steinbauer wurde das Thema Wagner und seine Opern in den Spielen behandelt. Wie schon in der Runde davor wurde die deutsche Mannschaft Zweiter. Der Sieger Marostica aus Italien konnte sich mit dem Erfolg noch für das Finale qualifizieren. Die Italiener hatten eine unglaubliche Punkteausbeute in den letzten fünf Spielen. Nach der 4. Spielrunde lagen sie noch auf dem zweitletzten Platz. Bayreuth konnte sich am 12. Mai 1974 für das Turnier qualifizieren. Gegen Kempten konnten sie nach einem 12:12 erst im Tie-Break gewinnen. Sie gewannen das Tauziehen mit 2:0. Als bester Verlierer konnte sich Kempten aber trotzdem für das Turnier in Großbritannien qualifizieren und dieses sogar gewinnen. |
| 4     | NL   | Gendringen         | 32     | Am 7. September 1974 war die siebte und letzte Austragung in Bayreuth. Präsentiert von Erhard Keller und Marie-Louise Steinbauer wurde das Thema Wagner und seine Opern in den Spielen behandelt. Wie schon in der Runde davor wurde die deutsche Mannschaft Zweiter. Der Sieger Marostica aus Italien konnte sich mit dem Erfolg noch für das Finale qualifizieren. Die Italiener hatten eine unglaubliche Punkteausbeute in den letzten fünf Spielen. Nach der 4. Spielrunde lagen sie noch auf dem zweitletzten Platz. Bayreuth konnte sich am 12. Mai 1974 für das Turnier qualifizieren. Gegen Kempten konnten sie nach einem 12:12 erst im Tie-Break gewinnen. Sie gewannen das Tauziehen mit 2:0. Als bester Verlierer konnte sich Kempten aber trotzdem für das Turnier in Großbritannien qualifizieren und dieses sogar gewinnen. |
| 5     | CH   | Carouge            | 30     | Am 7. September 1974 war die siebte und letzte Austragung in Bayreuth. Präsentiert von Erhard Keller und Marie-Louise Steinbauer wurde das Thema Wagner und seine Opern in den Spielen behandelt. Wie schon in der Runde davor wurde die deutsche Mannschaft Zweiter. Der Sieger Marostica aus Italien konnte sich mit dem Erfolg noch für das Finale qualifizieren. Die Italiener hatten eine unglaubliche Punkteausbeute in den letzten fünf Spielen. Nach der 4. Spielrunde lagen sie noch auf dem zweitletzten Platz. Bayreuth konnte sich am 12. Mai 1974 für das Turnier qualifizieren. Gegen Kempten konnten sie nach einem 12:12 erst im Tie-Break gewinnen. Sie gewannen das Tauziehen mit 2:0. Als bester Verlierer konnte sich Kempten aber trotzdem für das Turnier in Großbritannien qualifizieren und dieses sogar gewinnen. |
| 6     | B    | Marchienne-au-Pont | 28     | Am 7. September 1974 war die siebte und letzte Austragung in Bayreuth. Präsentiert von Erhard Keller und Marie-Louise Steinbauer wurde das Thema Wagner und seine Opern in den Spielen behandelt. Wie schon in der Runde davor wurde die deutsche Mannschaft Zweiter. Der Sieger Marostica aus Italien konnte sich mit dem Erfolg noch für das Finale qualifizieren. Die Italiener hatten eine unglaubliche Punkteausbeute in den letzten fünf Spielen. Nach der 4. Spielrunde lagen sie noch auf dem zweitletzten Platz. Bayreuth konnte sich am 12. Mai 1974 für das Turnier qualifizieren. Gegen Kempten konnten sie nach einem 12:12 erst im Tie-Break gewinnen. Sie gewannen das Tauziehen mit 2:0. Als bester Verlierer konnte sich Kempten aber trotzdem für das Turnier in Großbritannien qualifizieren und dieses sogar gewinnen. |
| 7     | F    | Senlis             | 26     | Am 7. September 1974 war die siebte und letzte Austragung in Bayreuth. Präsentiert von Erhard Keller und Marie-Louise Steinbauer wurde das Thema Wagner und seine Opern in den Spielen behandelt. Wie schon in der Runde davor wurde die deutsche Mannschaft Zweiter. Der Sieger Marostica aus Italien konnte sich mit dem Erfolg noch für das Finale qualifizieren. Die Italiener hatten eine unglaubliche Punkteausbeute in den letzten fünf Spielen. Nach der 4. Spielrunde lagen sie noch auf dem zweitletzten Platz. Bayreuth konnte sich am 12. Mai 1974 für das Turnier qualifizieren. Gegen Kempten konnten sie nach einem 12:12 erst im Tie-Break gewinnen. Sie gewannen das Tauziehen mit 2:0. Als bester Verlierer konnte sich Kempten aber trotzdem für das Turnier in Großbritannien qualifizieren und dieses sogar gewinnen. |

## Finale
Das Finale fand in Leiden, Niederlande, statt. Folgenden Mannschaften haben sich für das Finale qualifiziert:
| Land | Stadt     | Platzierung | Punkte |
| ---- | --------- | ----------- | ------ |
| D    | Rosenheim | 1           | 47     |
| I    | Marostica | 1           | 44     |
| F    | Nancy     | 1           | 44     |
| GB   | Farnham   | 1           | 40     |
| NL   | Zandvoort | 1           | 40     |
| CH   | Muotathal | 2           | 39     |
| B    | Vilvoorde | 3           | 34     |

| Platz | Land | Stadt     | Punkte | Bemerkung |
| ----- | ---- | --------- | ------ | --- |
| 1     | CH   | Muotathal | 40     | Am 18. September 1974 fand das Finale in Leiden statt. Als Thema wurden historische Szenen gewählt. Das britische Team startete sehr stark. Ab der 5. Runde lief aber gar nichts mehr. Dafür lief es für die Schweizer sehr gut. Mit sehr guter Punkteausbeute ab der 5. Runde konnten dieses Finale sehr knapp vor den Italienern, Franzosen und den Deutschen gewinnen. Muotathal reichte ein zweiter Platz für die Finalqualifikation. |
| 2     | I    | Marostica | 39     | Am 18. September 1974 fand das Finale in Leiden statt. Als Thema wurden historische Szenen gewählt. Das britische Team startete sehr stark. Ab der 5. Runde lief aber gar nichts mehr. Dafür lief es für die Schweizer sehr gut. Mit sehr guter Punkteausbeute ab der 5. Runde konnten dieses Finale sehr knapp vor den Italienern, Franzosen und den Deutschen gewinnen. Muotathal reichte ein zweiter Platz für die Finalqualifikation. |
| 3     | F    | Nancy     | 38     | Am 18. September 1974 fand das Finale in Leiden statt. Als Thema wurden historische Szenen gewählt. Das britische Team startete sehr stark. Ab der 5. Runde lief aber gar nichts mehr. Dafür lief es für die Schweizer sehr gut. Mit sehr guter Punkteausbeute ab der 5. Runde konnten dieses Finale sehr knapp vor den Italienern, Franzosen und den Deutschen gewinnen. Muotathal reichte ein zweiter Platz für die Finalqualifikation. |
| 4     | D    | Rosenheim | 36     | Am 18. September 1974 fand das Finale in Leiden statt. Als Thema wurden historische Szenen gewählt. Das britische Team startete sehr stark. Ab der 5. Runde lief aber gar nichts mehr. Dafür lief es für die Schweizer sehr gut. Mit sehr guter Punkteausbeute ab der 5. Runde konnten dieses Finale sehr knapp vor den Italienern, Franzosen und den Deutschen gewinnen. Muotathal reichte ein zweiter Platz für die Finalqualifikation. |
| 5     | B    | Vilvoorde | 30     | Am 18. September 1974 fand das Finale in Leiden statt. Als Thema wurden historische Szenen gewählt. Das britische Team startete sehr stark. Ab der 5. Runde lief aber gar nichts mehr. Dafür lief es für die Schweizer sehr gut. Mit sehr guter Punkteausbeute ab der 5. Runde konnten dieses Finale sehr knapp vor den Italienern, Franzosen und den Deutschen gewinnen. Muotathal reichte ein zweiter Platz für die Finalqualifikation. |
|       | GB   | Farnham   | 30     | Am 18. September 1974 fand das Finale in Leiden statt. Als Thema wurden historische Szenen gewählt. Das britische Team startete sehr stark. Ab der 5. Runde lief aber gar nichts mehr. Dafür lief es für die Schweizer sehr gut. Mit sehr guter Punkteausbeute ab der 5. Runde konnten dieses Finale sehr knapp vor den Italienern, Franzosen und den Deutschen gewinnen. Muotathal reichte ein zweiter Platz für die Finalqualifikation. |
| 7     | NL   | Zandvoort | 25     | Am 18. September 1974 fand das Finale in Leiden statt. Als Thema wurden historische Szenen gewählt. Das britische Team startete sehr stark. Ab der 5. Runde lief aber gar nichts mehr. Dafür lief es für die Schweizer sehr gut. Mit sehr guter Punkteausbeute ab der 5. Runde konnten dieses Finale sehr knapp vor den Italienern, Franzosen und den Deutschen gewinnen. Muotathal reichte ein zweiter Platz für die Finalqualifikation. |

Im gesamten Jahr haben die Italiener und die Deutschen gleich viele Podestplätze erreicht. Auch in der Gesamtpunktzahl waren sie gleich. Italien hatte aber einen zweiten Platz mehr wie Deutschland. Dahinter folgen 3 Mannschaften mit fast gleicher Punktzahl. Einzig Belgien hatte 1974 nur einen Podestplatz erreicht, und diesen mussten sie in der vierten Runde mit der Schweiz und Frankreich teilen.
| # | Land                   | Gold | Silber | Bronze | Gesamtpunktzahl |
| - | ---------------------- | ---- | ------ | ------ | --------------- |
| 1 | Italien                | 2    | 3      | 1      | 306             |
| 2 | Deutschland            | 2    | 2      | 2      | 306             |
| 3 | Vereinigtes Königreich | 1    | 2      | 1      | 271             |
| 4 | Frankreich             | 1    | 0      | 2      | 268             |
| 5 | Schweiz                | 1    | 1      | 3      | 262             |
| 6 | Niederlande            | 2    | 1      | 0      | 249             |
| 7 | Belgien                | 0    | 0      | 1      | 231             |